# Семирамида (книга)
Семирамида («Мысли по вопросам всеобщей истории») — фундаментальный, но неоконченный труд русского славянофила А. С. Хомякова, опубликованный уже после его смерти (1860). Работа над книгой началась в 1838 году.

## Название
Сам Хомяков озаглавил труд загадочной криптограммой из четырёх букв: «И. и. и. и.», значение которой не понято до сих пор. Одна из возможных трактовок — «Исследование истинности исторических идей». Долгое время труд был безымянным. Название Семирамида было предложено Гоголем, поскольку это имя встречалось в тексте как предполагаемая проекция славянской богини. Под этим названием книга была опубликована в 1871 году в собрании сочинений Хомякова.

## Содержание
По содержанию труд носит историософский характер. История мыслится как арена столкновения «иранства» (принцип свободы) и «кушитства» (принцип необходимости), за которым стоит борьба между белой и чёрной расами. Хомяков отрицает возможность происхождения какого-либо интеллектуального начала из чёрного племени, но заявляет о несомненном наличии у негров художественных способностей и предполагает, что кушиты были племенем смешанным, мулатским.
Книга начинается с рассмотрения различных рас или «племен»: белого, жёлтого, чёрного (негры), красного (индейцы) и оливкового (полинезийцы).
- Белое племя
  - индо-германцы:
    - германцы
    - славяне: в наибольшей степени славянами являются русские, тогда как поляки имеют кельтскую примесь.
    - кельты: Хомяков отделяет ирландцев от кельтов, считая первых народом семитского корня
    - эллино-римляне
    - иранцы.

  - семиты.
- Жёлтое племя
  - финны: чудь, венгры, эскимосы
  - «тибетяне»: турки, китайцы, японцы.

Религии или «верования» Хомяков делит на единобожие (монотеизм), многобожие (политеизм) и всебожие (пантеизм). Белое племя характеризуется единобожием, жёлтое — пантеизмом, а чёрное — многобожием. При этом «арийскому» религиозному началу, обращённому к свободе, духовности и монотеизму Хомяков противопоставляет «кушицкий» тип религиозности с пантеистическим поклонением миру и проистекающим отсюда подчинением материи и детерминизму логических законов.
Значительную роль в прогрессе мировой цивилизации имеет индо-германская отрасль, которая постоянно взаимодействовала с автохтонным кушитским началом на Ближнем Востоке и Индии. Иранцы составили высшие касты индийского общества, они вторгались в Египет под именем гиксосов, ими был образован Древний Израиль. Иранцы под именем асов (ясов) создали доисторическую Германию (Асгард). Несколько в тени германцев находилось могучее, но мирное земледельческое племя славян. Их родина располагалась в Бактрии, откуда они в незапамятные времена расселились до Альп. Именно славяне-венеды (они же венеты), по мысли Хомякова, дали имя Венеции.